# La familia Bélier
La familia Bélier (del francés: La Famille Bélier) es una película comedia dramática francesa de 2014 dirigida por Éric Lartigau y escrita por Victoria Bedos.
La película recibió seis nominaciones en los 40.os Premios César, ganando el César a la mejor actriz revelación, la actriz Louane Emera.
La película tuvo una adaptación estadounidense llamada CODA, que se estrenó en 2021 y ganó tres premios Óscar en 2022 a Mejor actor de reparto, Mejor guion adaptado y Mejor película.

## Argumento
En la familia Bélier, Paula, la hija de 16 años, es la intérprete indispensable para muchas labores diarias del resto de su familia. Sus padres y hermano, a diferencia de ella, son personas sordas y es Paula quién se encarga de hablar por teléfono, tratar con el banco, facilitarles la comprensión en la consulta del médico, etc. Además, colabora con el mantenimiento de la granja en la que viven.
Un día, un profesor de música descubre sus dotes para el canto y la anima a participar en un  concurso musical de la radio en París, lo que le daría acceso seguro a una prestigiosa escuela de canto en la capital. Sin embargo, esta decisión significaría dejar atrás a su familia. Sus padres y hermano, para quienes el concepto de la música resulta ajeno, parecen no comprender la iniciativa de Paula, que intenta dar sus primeros pasos hacia su propia vida como adulta. Sus dudas sobre su vocación musical, el abandono de las responsabilidades para con su familia y su incertidumbre ante la creciente atracción por un chico de su edad, hacen que tomar la decisión de mudarse a París le resulte demasiado difícil. Sus padres no comprenden sus ambiciones y ella se siente obligada a permanecer junto a ellos para ayudarlos en las tareas. Mientras tanto, su padre, Rodolphe Bélier, descontento con las acciones del alcalde del pueblo, decide presentarse a las elecciones a pesar de su discapacidad.

## Reparto
- François Damiens como Rodolphe Bélier
- Louane Emera como Paula Bélier
- Karin Viard como Gigi Bélier
- Luca Gelberg como Quentin Bélier
- Éric Elmosnino como Fabien Thomasson
- Roxane Duran como Mathilde
- Ilian Bergala como Gabriel Chevignon
- Mar Sodupe como Mlle Dos Santos
- Stéphan Wojtowicz como Alcalde Lapidus
- Jérôme Kircher como Dr. Pugeot
- Bruno Gomila como Rossigneux
- Clémence Lassala como Karène

## Recaudación
La película ha recaudado un total de $72.751.538 hasta la actualidad.

## Banda sonora
La música cinematográfica comprende muchas canciones de Michel Sardou. Para el rodaje de la película, Louane Emera realizó entrenamiento deportivo para aprender a controlar su respiración y la manera de proyectar la voz y sus palabras.
| N.º | Título                                                                         | Duración |  |
| 1.  | «La famille bélier» (Intérpretes: Evgueni Galperine y Sacha Galperine)         |          |  |
| 2.  | «La maladie d'amour» (Intérprete: Maîtrise des Hauts-de-Seine)                 |          |  |
| 3.  | «Je vole» (Louane)                                                             |          |  |
| 4.  | «Une pépite dans le gosier» (Intérpretes: Evgueni Galperine y Sacha Galperine) |          |  |
| 5.  | «Paris» (Evgueni Galperine, Sacha Galperine)                                   |          |  |
| 6.  | «La java de broadway» (Intérprete: Louane)                                     |          |  |
| 7.  | «Je vais t'aimer» (Intérprete: La Maîtrise des Hauts-de-Seine)                 |          |  |
| 8.  | «Romance» (Intérpretes: Evgueni Galperine y Sacha Galperine)                   |          |  |
| 9.  | «Paula» (Intérpretes: Evgueni Galperine y Sacha Galperine)                     |          |  |
| 10. | «En chantant» (Intérprete: Louane)                                             |          |  |
| 11. | «France 3 à la ferme» (Intérpretes: Evgueni Galperine y Sacha Galperine)       |          |  |
| 12. | «Une tradition juive» (Intérpretes: Evgueni Galperine y Sacha Galperine)       |          |  |
| 13. | «Les adieux» (Intérpretes: Evgueni Galperine y Sacha Galperine)                |          |  |
| 14. | «En chantant» (Intérprete: La Maîtrise des Hauts-de-Seine)                     |          |  |
| 15. | «That's not my name» (Intérprete: The Ting Tings)                              |          |  |
| 16. | «Je vais t'aimer» (Intérprete: Eric Elmosnino)                                 |          |  |

## Premios y nominaciones
| Año  | Categoría                              | Resultado |
| ---- | -------------------------------------- | --------- |
| 2014 | Salamandra de Oro (Premio del Público) | Ganadora  |

| Año  | Categoría                | Persona                                                                     | Resultado |
| ---- | ------------------------ | --------------------------------------------------------------------------- | --------- |
| 2015 | Mejor película           | Mejor película                                                              | Nominada  |
| 2015 | Mejor actriz             | Karin Viard                                                                 | Nominada  |
| 2015 | Mejor actor              | François Damiens                                                            | Nominado  |
| 2015 | Mejor actor secundario   | Éric Elmosnino                                                              | Nominado  |
| 2015 | Mejor esperanza femenina | Louane Emera                                                                | Ganadora  |
| 2015 | Mejor guion original     | Victoria Bedos, Stanislas Carré de Malberg, Éric Lartigau y Thomas Bidegain | Nominados |

| Año  | Categoría                 | Persona                                                                     | Resultado |
| ---- | ------------------------- | --------------------------------------------------------------------------- | --------- |
| 2015 | Mejor película            | Mejor película                                                              | Nominada  |
| 2015 | Mejor actriz              | Karin Viard                                                                 | Ganadora  |
| 2015 | Mejor revelación femenina | Louane Emera                                                                | Ganadora  |
| 2015 | Mejor guion               | Victoria Bedos, Stanislas Carré de Malberg, Éric Lartigau y Thomas Bidegain | Nominados |

| Año  | Categoría                                         | Resultado |
| ---- | ------------------------------------------------- | --------- |
| 2016 | Rosa de Sant Jordi a la mejor película extranjera | Ganadora  |

| Año  | Categoría             | Resultado |
| ---- | --------------------- | --------- |
| 2015 | Mejor comedia europea | Nominada  |

| Año  | Categoría                     | Persona                       | Resultado |
| ---- | ----------------------------- | ----------------------------- | --------- |
| 2016 | Mejor coproducción extranjera | Mejor coproducción extranjera | Ganadora  |
| 2016 | Mejor actor                   | François Damiens              | Nominado  |